# Попо II фон Хенеберг
Попо II фон Хенеберг (на немски: Poppo II von Henneberg; на латински: Bobbo comes de Heinnenberc; * пр. 1096; † 20/21 август 1118) е граф на Хенеберг.

## Произход
Той е син на граф Popo I фон Хенеберг, бургграф на Вюрцбург († 7 август 1078), и съпругата му графиня Хилдегард фон Шауенбург († 1104), дъщеря на Лудвиг Брадати фон Шауенбург от Тюрингия. Брат е на Годеболд II (ок. 1080 – 1144), който е граф на Хенеберг и бурграф на Вюрцбург.

## Фамилия
Попо II се жени за Беатрикс фон Глайхен († 1120), дъщеря на граф Ервин I фон Глайхен (1040 – 1116) и Хелинбург фон Лора (1080 – 1133). Те имат децата:
- Попо III фон Ирмелсхаузен (ок. 1131 – ок. 1160), ⚭ за N.N.
- Лудвиг I фон Ленгсфелд-Франкенщайн (ок. 1131 – ок. 1164), ⚭ за N.N. фон Цимерн
- Готеболд III фон Вазунген (ок. 1107 – ок. 1164); ⚭ за N.N.
- Дитбург, ⚭ за Албрехт фон Нордмарк